# 발티카 (기업)
발티카(러시아어: Балтика)는 러시아의 맥주 회사이다. 러시아 내에서 38% 이상의 시장 점유율을 가지고 있으며, 러시아 맥주 시장의 선두 주자이다. 덴마크 회사인 칼스버그가 소유하고 있다.
칼스버그가 회사를 인수한 후 발티카는 2012년 10월 모스크바 증권 거래소에서 상장 폐지되었다.